# Sorin Cerin
Sorin Cerin, seudónimo de Sorin Hodorogea (Bala Mare, Rumania, 25 de noviembre de 1963) es un filósofo, poeta, lógico y ensayista rumano, de origen balcánico y griego. Representante de la corriente existencialista que él reconfigura en el nivel actual, convirtiéndose en quien continúa dicho movimiento en el siglo XXI, cuando se pensaba que estaba agotado.

## Biografía

### Infancia y primeros años
Sorin Cerin nació Sorin Hodorogea el 25 de noviembre de 1963 en Baia Mare, Rumania. Pasó los primeros años de su infancia con sus abuelos en el pueblo de Silindru, distrito de Bihor, donde su abuelo era sacerdote.
En 1968, su abuelo, se mudó a la parroquia del pueblo de Săuca, distrito de Satu Mare, donde vivirá hasta 1975, y donde Sorin, sigue su primer año de escuela primaria, luego pasará el resto de sus años escolares en Baia Mare, ciudad donde obtendrá su bachillerato en 1983, año en el que deja Baia Mare, para continuar sus estudios en Bucarest.
De niño, era un apasionado de los modelos aeronáuticos, campo en el que ganó varios premios.

### Trayectoria profesional
En un principio, se utilizó el nombre Cerin, como seudónimo literario, convirtiéndose en su nombre real, en 1987, luego de casarse con su primera esposa llamada Cerin, de quien se divorció poco después.
Después de haber sido director de un periódico en Rumania, eligió el camino del exilio y se refugió en Estados Unidos, donde residió en ciudades como Nueva York, Dallas o Las Vegas.
Después de varios años en América, partió hacia el continente australiano, como corresponsal de prensa internacional para Australia.
En el año 2000 regresa a Europa y abandona definitivamente el periodismo, para dedicarse por entero a la escritura, año en que se casa de nuevo con Dana Cristina Gorincioiu, quien traduce al inglés gran parte de su obra poética, aforística y filosófica.
Debutó editorialmente en la editorial Paco de Bucarest en 2003. Colaboró durante varios años con esta editorial, donde publicó varios libros, que representan una parte importante de su obra filosófica, lógica, poética o aforística, representada por volúmenes de aforismos que constituirán la futura "Colección de sabiduría".
Las últimas apariciones editoriales de Sorin, en la editorial Paco, datan de 2015, año en el que aparecieron otros cinco volúmenes de su poesía filosófica en otra editorial, a saber, la editorial eLiteratura de Bucarest.
En 2009 publicó en la Editorial Eminescu de Bucarest, la primera "Colección de sabiduría" que constaba de seis volúmenes de aforismos, y a lo largo de los años, la "Colección de sabiduría" contuvo una cantidad de 22 volúmenes de aforismos. Esta colección ha sido publicada, en serie, en cada número de la revista Destine Literare (Destinos Literarios), que aparece en Canadá, comenzando con el número 8 de la revista, desde diciembre de 2009 y finalizando con el número 36 de la revista en diciembre de 2015.
En 2013, fue seleccionado entre los 20 autores de la Antología del Aforismo Rumano Contemporáneo, publicada bajo los auspicios de la Academia Rumana en Roma y la Asociación Italiana de Aforismo.
En 2019 es seleccionado en la antología publicada en India y titulada Universal Oneness: An Anthology of Magnum Opus Poems from around the World.
Ha sido incluido en el "Un Dicționar al Scriitorilor Români Contemporani", el "Dicţionarul scriitorilor români de azi", el "Dicţionarul biobibliografic", y la  "Enciclopedia Scriitorilor Români Contemporani de Pretutindeni".
En 2020, sus aforismos, de la "Colección sabiduría", se retoman y traducen al búlgaro, para reunirlos en una antología de aforismos, dedicada a su obra de sabiduría titulada: "Antología de la sabiduría: Aforismos (Extractos)", con una introducción de Eleazar Harash, publicado por la editorial Светёт на книгите (Sveta na Knigite) de Varna, Bulgaria.
En 2023 se publica en francés, el libro titulado: "Colección de sabiduría, Tomo I, aforismos filosóficos 1 - 6203". 
En 2021 publica una colección de poesía filosófica en Francia que recibe el premio, de la Fundación de la Sociedad de Poetas Franceses, que incluye a Sorin Cerin, en su Antología del año 2022.
Al año siguiente, publica otra colección de poemas filosóficos en francés, para la cual el jurado de los premios, propuso citar la obra presentada por Cerin en la lista de premios de 2022, mediante la concesión de un diploma de trabajo notable, por su trabajo filosófico de calidad presentado en francés, título especialmente elegido, para obras de tal calidad, por primera vez, por el jurado de la Sociedad de Poetas Franceses, porque el jurado decidió que en la obra poética filosófica de Cerin, la filosofía y no la poesía, es preponderante.
Por otra parte, en 2023, el jurado de la Sociedad de Poetas Franceses le concedió el premio de poesía Jacques Prévert, por un poemario titulado: Âme.
En 2022, la editorial Estfalia, no solo publicó su obra filosófica y la obra aforística de sabiduría, sino que también vuelve a publicar su obra poética filosófica, publicada anteriormente, por varias editoriales, especificando junto a cada título que se trata de una edición de referencia para uso didáctico. Toda su obra publicada por la editorial Estfalia ha sido patrocinada por instituciones educativas para ser utilizada con fines didácticos.

## Análisis

### Obras poéticas
Su poesía es considerada, por varios críticos literarios, como una notable poesía filosófica existencialista. Cerin, logró escribir una poesía filosófica, que combina lo "imaginario con lo conceptual", aunque tal poema es tan difícil de lograr, enfatizando que sus poemas, de repente se involucran en las grandes y definitivas ecuaciones existenciales y no pierde el tiempo en confesiones domésticas, ya que atacan el principio de la realidad, no sus accidentes.
Esta poesía es una continuación del movimiento existencialista del siglo XXI, donde se señala en Sorin Cerin una obra poética, donde se pueden notar las influencias de los precursores del existencialismo de los siglos XIX y XX, como Jean-Paul Sartre, Gabriel Marcel o Søren Kierkegaard, o incluso el Eclesiastés bíblico, apreciando que reconfiguró el existencialismo del presente, aunque se creía hasta entonces, que se agotó el existencialismo, recordando que el vocabulario de la poesía existencialista universal, fácilmente reconocible, ahora se redistribuye, en otro tema, lo que da lugar a combinaciones sorprendentemente nuevas, algunas atrevidas, o terriblemente duras, como las que apuntan a la iglesia, tienen influencia de la paradójica mezcla de desesperación y energía de los ensayos de Emil Cioran, donde Cerin redefine al ser humano como proyecto existencialista y los libros de la obra de Cerin, podemos ubicarlos en la historia de la literatura junto a los de los de Kierkegaard, Sartre o Albert Camus.
El existencialismo es la doctrina que satisface el espíritu de libertad y de acción de Cerin, pero también el ardor ideacional o cierto pragmatismo aventurero, un sentimiento trágico de la vida, así como la idea de lo absurdo, que se encuentra no sólo en existencialistas como Søren Kierkegaard, Edmund Husserl, Martin Heidegger, Jean-Paul Sartre, Simone de Beauvoir, Maurice Merleau-Ponty y otros, autores con los que se compara la obra de Sorin Cerin, pero también con escritores en cuya obra hay un existencialismo avant la lettre, como Fyodor Dostoyevsky, Miguel de Unamuno, Franz Kafka, Albert Camus, etc. cuyas influencias están presentes en su creación. La poesía existencialista de Cerin es una extensión de su obra aforística, siendo completamente original. Cerin sigue el programa literario del existencialismo francés, identificado por Søren Kierkegaard, Jean-Paul Sartre y Gabriel Marcel.
Podríamos hablar de una nueva especie en literatura y filosofía, ya que estos textos deliberadamente llamados poemas filosóficos son en realidad textos filosóficos, adscritos a esta disciplina, una especie de ilustración poética del sistema filosófico propuesto por Cerin. Un poeta particularmente original, que se ha labrado un lugar claro en el acervo lírico universal de este mundo, porque escribe poesía densa, llena de contenido, que surge del Subconsciente en busca de la Verdad Absoluta del Amor, poesía que logra en la medida de sus propias visiones, entre óntico y trascendente, natural y sobrenatural, sueño y despertar, porque Sorin Cerin se mueve libremente entre los términos de la filosofía con notables reflejos existencialistas aforísticos, notable poeta de los tiempos modernos, porque poesía una elegancia en la escritura logrando transportarnos a lo más profundo de la conciencia, en una estirpe literaria existencialista natural, como Emil Cioran y Jean Paul Sartre, añadiendo interpretaciones personales, integrando su pensamiento a la armonía europea.Todo bajo el signo del Tiempo, que es una ilusión tan grande como la Vida y la Muerte, como la felicidad y el sufrimiento. Dios existe en estos poemas, el poeta piensa incluso en la soledad de eternidad que sentía Dios antes de pronunciar la Palabra primordial de la Creación. Cerin es existencialista no por el hombre rebelde y frenético sino por su sed de lo Absoluto. De Sócrates a Bergson, Sorin Cerin plantea preguntas y busca respuestas.
Del Dios de Sorin Cerin al Dios de Spinoza, que encontramos a su vez en las obras de Johann Wolfgang von Goethe, William Wordsworth y Percy Bysshe Shelley, donde encontramos influencias de estos poetas, por supuesto, adaptadas a la situación actual, donde, en Cerin también encontramos influencias del nihilismo de Emil Cioran, las profundas reflexiones existencialistas que encontramos en la poesía de Cerin. Las palabras del poeta se dirigen hacia estos propios caminos, en una demostración de maestría artística como rara vez se encuentra en la poesía moderna, concluyendo que Sorin Cerin ha creado un estilo propio, inconfundible, marcado por una presión apremiante, penetrante, repetida incesantemente, imbuida. con olor a Inmortalidad, en un mundo donde las palabras vuelan sin dejar rastro, porque la poesía de Cerin se define principalmente por la duda, una nostalgia fatal del Sentido, un poema de un profeta de la nada existencial, es la poesía de las grandes cuestiones existenciales, y no afirma verdades filosóficas, teje revelaciones sobre estas verdades, la reflexividad (teoría social) de Cerin como dominante, la desesperación por encontrar sentido a la vida de la existencia contemporánea, compara la poesía de Cerin con el Caín bíblico perdido en el desierto, y Las palabras de Cerin son un mundo de valores distorsionado, donde Cerin ritualiza tiempos de deconstrucción poética.
A diferencia de otros poetas influenciados por filósofos, Cerin como filósofo, creó su propio sistema filosófico con el que se relaciona, a saber, el Coaxialismo en el que la Verdad Absoluta no puede ser conocida por el Hombre, porque está atrapada en Maya, en la Ilusión, y la Existencia se basa en la Ilusión de la Vida, donde se puede encontrar al dios Sorin Cerin tanto en los escritos de Hermes Trismegisto, pero también en el camino del taoísmo, mostrado por el Buda Siddhartha Gautama, donde la Verdad Absoluta es Una así como el Creador es Uno. Otros asocian la poesía de Cerin con influencias específicas del maniqueísmo, los mayas (religiones) del hinduismo o pre-Cristianismo, características que aparecen en cada poema o colección de poemas, escritos hasta entonces, acercando la obra poética de Sorin Cerin a nombres como Tomás de Aquino y Giovanni Battista Piranesi, para aclarar el carácter filosófico y religioso de su obra poética, apreciando que el poeta construye, con fervor y destreza sintáctica, un antimundo, el mundo de los cementerios de palabras, de significados helados, el mundo de los fragmentos punzantes y del Absurdo. No es casualidad que algunos subrayen la importancia de las ambiciones con las que el poeta y filósofo Sorin Cerin se libera de las ilusiones de la existencia, de las ilusiones de la vida y de las ilusiones de la muerte, para no ser víctima de los burdeles de la moralidad y payasos de la verdad que crearon las catedrales de los vicios y los pensamientos dudosos, expresiones que están presentes en la obra de Cerin. Aquí comienza la batalla, entre el que busca crear el egregore de un nuevo Dios y el que quiere convertirse en egregore con su propia vida, contexto que tuvo éxito en Cerin, está ahí para abrir nuestras zonas inferiores a un Encrucijada espiritual de regeneración para evitar sumergirnos y volver a sumergirnos allí por voluntad o por la fuerza languidecemos. Por eso un poeta así volvió a hablar. Y él la sostiene.
Para otros, su poesía se define como idiopoemas, o poemas conceptuales, afirmando que Cerin transforma la filosofía en poesía, argumentando que la concepción filosófica en la poesía de Cerin tiene sus raíces en el trascendentalismo kantiano pero también en las obras de Schopenhauer, Nietzsche y Wittgenstein, teniendo un vínculo con la semiótica, el estructuralismo y las matemáticas a través del sistema filosófico llamado por Cerin Coaxialismo, que interpone la Ilusión de la Vida en el camino de la Verdad Absoluta, atribuye a la poesía de Cerin connotaciones de intertextualidad identificada, intrínsecamente, con Lucian Blaga a través de la reflexión filosófica y la estructura prosódica, mientras que Eugen Evu, asocia la poesía filosófica de Sorin Cerin con los neoconocimientos de la esencia platónico-socrática, que hacen del libro objetos de culto y cultura testamentaria, argumentando que el concepto de Sorin Cerin, parafrasea, con lo que Gabriel García Márquez llamó al ser macondismo, afirmando que Cerin es muy consciente del problema planteado por Mircea Eliade sobre la caída de lo humano en zoon politikon.

### Obras de sabiduría
Muchos  críticos literarios e historiadores han escrito sobre la obra de sabiduría, ubicándola en su marco histórico que tiene sus raíces en el antiguo Oriente, pero también en la antigua Grecia, señalando que  creó una obra de sabiduría aforística absolutamente notable,
Se argumenta que frente a tal creación, existe el deber de ubicarla en su historia, que enmarca la obra de la sabiduría, junto a personalidades como: Homero, Marco Aurelio, François de La Rochefoucauld, Baltasar Gracián, Arthur Schopenhauer y muchos otros, mientras que en la literatura rumana, desde los cronistas de los siglos XVII y XVIII, hasta Anton Pann, Constantin Negruzzi, Mihai Eminescu, Nicolae Iorga, Garabet Ibrăileanu, Lucian Blaga y George Călinescu.dejando claro que las máximas de Cerin traspasan el umbral de los pensamientos simples, desplegando una coloración poética, a veces parnasiana o a veces, de un inquietante surrealismo que recuerda a Franz Kafka o Marcel Proust o Ludwig Wittgenstein en su creación sapiencial.
Tiene como modelo a Bergson, pero también a los existencialistas. No se aleja de Johann Wolfgang von Goethe o Sócrates, destacando, por otro lado, que el pensamiento de Sorin Cerin son verdaderos micropoemas que expresan significados, sentimientos, interpretaciones que lo acercan a los axiomas de la escuela jónica, de los principios  de Heráclito, afirmando que Sorin Cerin expresa una lógica original de las palabras porque le gustan los esquemas filosóficos con la superación de los límites del conocimiento, a través de lo ontológico que llega a lo epistemológico.
Algunos autores creen que sus aforismos inscriben la obra de la sabiduría en la historia de la cultura universal, colocándolo junto a nombres como Sócrates, Schopenhauer, Nietzsche,  y muchos otros, a través de aforismos memorables como la vida, que es la "epopeya del alma" o el futuro "padre de la muerte", considerando la Colección de la Sabiduría como obra monumental, excepcional, memorable, que escribe la historia en el campo del aforismo, de la que se extrajeron fragmentos, traducidos al búlgaro, para dedicarle incluso una antología, publicada en Bulgaria con el título: "Antología de la sabiduría: Aforismos (Fragmentos",  siendo el lugar donde el existencialismo se encuentra con la fenomenología, el racionalismo y el trascendentalismo en el campo del idealismo.
Muchos lo consideran como un moralista  con pensamiento y sensibilidad contemporáneos, pero que correlaciona lo absoluto con la verdad, la esperanza, la fe, el pecado, el absurdo, la felicidad, etc.En la "Colección de sabiduría"  los aforismos se vinculan entre sí creando progresivamente una serie de ensayos filosóficos, admitiendo que tal enfoque abre el camino para que el hombre se convierta en discípulo de una sabiduría de la que nadie puede prescindir.

### Obras filosóficas
Su obra filosófica se centra en lo que define como coaxialismo, como un sistema filosófico, que pertenece a la filosofía de la conciencia, al contextualismo y a la filosofía de la mente, lo cual es relevante para la crítica del representacionalismo y el posmodernismo, con influencias de Arthur Schopenhauer, Friedrich Nietzsche y Ludwig Wittgenstein aclara que la obra filosófica kui representa una contribución audaz a la filosofía contemporánea. No es una síntesis simple, sino que ofrece una visión original sobre la verdad (y la ilusión), el absoluto y la vida, en la conversación filosófica de la humanidad.
La estructura de la literatura de Cerin y la obra aforística se basa en el coaxialismo, y el coaxialismo parece bordear el paradoxismo, pero es mucho más que eso, más bien se acerca a sistemas filosóficos y religiosos dualistas, culminando en el gnosticismo y, a primera vista, en el racionalismo (cartesianismo), con influencias de Friedrich Nietzsche e Immanuel Kant, respecto a la Interpretación (lógica) de la teoría de la historia posmoderna del agnosticismo. Sin embargo, la Interpretación (lógica) de Sorin Cerin está más cerca de la de Immanuel Kant que de la de Friedrich Nietzsche, donde el agnosticismo de que la razón pura tiene acceso solo al fenómeno, nunca al noúmeno, reconocido por la expresión Verdad Absoluta (Convergencia Absoluta), en oposición a las Ilusiones de la Vida, que reconocen su sesgo de statu quo como aplicaciones a la verdad, pero, paradójicamente, como una mentira propia del ser humano.
Coaxialismo, el libro que explica el sistema filosófico de Cerin llamado Coaxialism, es un libro muy original, que analiza la relación entre el hombre y el Universo. En su obra Sorin Cerin utiliza términos como impronta kármica, definiendo la voluntad como factor principal que compone la conciencia humana, junto con la razón y las emociones. Mihai Handaric señala que Sorin Cerin define el Conocimiento como dividido en dos, a saber, el Conocimiento Cerrado del Gran Creador y el Conocimiento abierto que pertenece al estado de las cosas, y el equilibrio entre los dos Conocimientos forma la Conciencia.

## Publicaciones
Entre su obra, cabe destacar los siguientes títulos
- Sorin, Cerin (2020).  Michel Chevalier, ed. Le non-sens de l'existence et de l'éternité (en francés) (1.ª edición). Brest, Francia: Stellamaris. ISBN 978-2-36868-736-9.
- Sorin, Cerin (2020).  Eleazar Harash, ed. Антология на мъдростта: Афоризми (откъси) (en búlgaro) (1.ª edición). Varna, Bulgaria: Светът на книгите. ISBN 978-619-7449-55-6.
- Sorin, Cerin (2015).  Victor Achim, ed. Non-sensul existentei (en rumano) (1.ª edición). Bucarest, Rumania: Paco. ISBN 978-606-665-103-5.
- Sorin, Cerin (2015).  Victor Achim, ed. Marile taceri (en rumano) (1.ª edición). Bucarest, Rumania: Paco. ISBN 978-606-665-101-1.
- Sorin, Cerin (2015).  Victor Achim, ed. Moarte (en rumano) (1.ª edición). Bucarest, Rumania: Paco. ISBN 978-606-665-102-8.
- Sorin, Cerin (2015).  Victor Achim, ed. Iluzia Vietii (en rumano) (1.ª edición). Bucarest, Rumania: Paco. ISBN 978-606-665-100-4.
- Sorin, Cerin (2015).  Victor Achim, ed. Prin cimitirele viselor (en rumano) (1.ª edición). Bucarest, Rumania: Paco. ISBN 978-606-665-105-9.
- Sorin, Cerin (2013).  Victor Achim, ed. Cugetari esentiale (en rumano) (1.ª edición). Bucarest, Rumania: Paco. ISBN 978-606-665-027-4.
- Sorin, Cerin (2009).  Silvia Cinca, ed. Culegere de intelepciune (en rumano) (1.ª edición). Bucarest, Rumania: Eminescu. ISBN 978-973-22-1086-4.
- Sorin, Cerin (2008).  Victor Achim, ed. Revelatii (en rumano) (1.ª edición). Bucarest, Rumania: Paco. ISBN 978-606-8006-02-4.
- Sorin, Cerin (2007).  Victor Achim, ed. Coaxialismul: coaxiologie, numerologie, neoontologie si neognoseologie (en rumano) (1.ª edición). Bucarest, Rumania: Paco. ISBN 978-973-8314-66-5.
- Sorin, Cerin (2007).  Victor Achim, ed. Lógica coaxiológica (en rumano) (1.ª edición). Bucarest, Rumania: Paco. ISBN 978-973-8314-79-5.

## Premios y honores
2023, Premio Jacques Prévert, otorgado por la Sociedad de Poetas Franceses – París, Francia, por el poemario Âme .
2022, Diploma de trabajo notable por trabajo filosófico de calidad presentado en francés otorgado por la Sociedad de Poetas Franceses, - Paris, Francia,  por la colección de poemas Sur les Epaules de la Mort.
2021, Premio Mompezat de la Fundación de la Sociedad de Poetas Franceses - París, Francia, por el poemario Le non-sense de l'existence et de l'éternité.